# Quatuor Griller
Le Quatuor Griller (Griller String Quartet) était un ensemble musical britannique particulièrement actif à partir de 1931 jusqu'à sa dissolution en 1961. Entre 1949 et 1961, le quatuor a été en résidence à l'université de Californie à Berkeley. Il a interprété un large répertoire, notamment des œuvres écrites pour l'ensemble par Ernest Bloch, Darius Milhaud et Arnold Bax.

## Membres
Les membres du quatuor étaient :
- 1er violon : Sidney Griller (en) ;
- 2e violon : Jack O'Brien ;
- alto : Philip Burton ;
- violoncelle : Colin Hampton.

## Histoire
Le Quatuor est formé par quatre instrumentistes, encore élèves de Lionel Tertis à la Royal Academy de Londres. Sidney Griller, issu des quartiers pauvres du nord de Londres, n'avait que seize ans, Jack O'Brien, un Sud-Africain, avait dix-huit ans, Philip Burton, l'altiste, vingt-ans, et Colin Hampton, seize ans. Ils firent leurs débuts dès 1928, avant même leur diplôme, obtenu l'année suivante. Avant d'avoir une maison, ils vivaient et répétaient dans deux vieux wagons de chemin de fer sur la côte sud, travaillant dix à douze heures par jour.
Le quatuor s'impose comme le meilleur quatuor à cordes britannique des années 1930 et joue pour la première fois aux États-Unis, à New York, en janvier 1939. Après avoir passé le temps de guerre en uniforme, ils acceptent l'offre de résidence de l'université de Berkeley en 1949. En 1960, O'Brien et Burton quittent la formation et le quatuor est dissous effectivement en 1963, après avoir essayé divers remplaçants.
Ils ont créé le Quatuor no 3 d'Arnold Bax, qui leur est dédié, en 1937, le Quatuor n° 2 d'Ernest Bloch en 1947 (création à New York, janvier 1953), le troisième en 1953, le quatrième l'année suivante (création à Londres, janvier 1954), le compositeur supervisant l'enregistrement Decca, réalisé pendant l'été 1954. Ils ont en outre créé le cinquième (1956), mais ne l'ont jamais enregistré. Ils ont créé également le Quintette no 3 de Darius Milhaud, en 1953 ; le second quatuor de Edmund Rubbra, qui leur est dédié, en 1952 ; et celui de Roger Sessions.
Parmi les premiers enregistrements du Quatuor, on compte le Quintette pour hautbois d'Elizabeth Maconchy (une élève de Vaughan Williams), une œuvre lauréate du concours de musique de chambre du Daily Telegraph de Londres, en 1933. Ils ont joué l'œuvre à la cathédrale de Gloucester lors du Three Choirs Festival en septembre 1934. Le Quatuor a donné la première du premier quatuor à cordes d'Arnold Cooke en 1935. En 1944, ils ont créé le premier quatuor d'Arnold Bax au Duke's Hall lors d'un concert spécial avec Clifford Curzon, en hommage au chef d'orchestre disparu Henry Wood. Au concert ils ont parfois été rejoints par William Primrose, Max Gilbert ou Denis Matthews (en).

## Enregistrements
Le Quatuor Griller a beaucoup enregistré pour Decca, à la fin du 78 tours et au début du disque microsillon. Suivent quelques exemples de leurs disques :
- Beethoven, Quatuor op. 95 en fa mineur. (Decca lx 3026 et (78) AK 2185-7). (Avant 1950)
- Beethoven, Quatuor op. 132 en la mineur. (LP Decca LXT 2573) (Avant 1953)
- Bliss, Quatuor no 2 en fa mineur (1950, Decca lx 3038)
- Bliss, Quintette pour clarinette et cordes, avec Frédéric Thurston, clarinette (1935, Decca K 780-3)
- Bloch, Quatuor no 2 (Londres, 10 juin 1947, Decca K1758-62 ; Dutton CDBP 9713)
- Bloch, Quatuors nos 1, 2, 3, 4 (Londres, 28-30 juin/2, 5-6, 9, 19-20 juillet 1954, Decca LP LXT 5071, 5072, 5073 ; 2CD Decca 475 6071) (EMG revue décembre 1955)
- Dvorák, Quatuor no 12 en fa majeur op. 96. (Londres, 10 mai 1948, LP Decca LXT 2530 ; Dutton CDBP 9713)
- Haydn, Les Sept dernières paroles du Christ en croix, op. 51 (avec Max Gilbert) (78t Decca, 17 faces, AK 2139-2147) (Avant 1950)
- Haydn, Quatuor op. 3 no 5 en fa majeur. (Decca LX 3087) (Avant 1953)
- Haydn, Quatuors à cordes op. 74 nos. 1-3 (enregistré au Hertz Hall, Berkeley, LP VSD-2033, 2034-B, et de l'avant-garde/Bach Guilde HM-42 SD).
- Maconchy, Quintette pour hautbois et cordes, avec Helen Gaskel, hautbois (HMV 78tours, B 4448-9). (Avant 1936)
- Mozart, Quatuor en si bémol majeur K 159. (Decca lx 3087) (Avant 1953)
- Mozart, Quatuor en ut majeur K 465. (Decca 78t, 7 faces, AK 2049-2052) (Avant 1950)
- Mozart, Quintette en sol mineur K 516 (avec Max Gilbert). (West Hampstead Studios, 15-16 novembre 1948, LP Decca LXT 2515 & 78t AX 343-346)
- Mozart: Quintette en ut mineur K 406 (avec William Primrose). (LP Top Rank XRK 504/ Fontana BIG 430-Y/ avant-garde/Bach Guilde HM-29 SD). (EMG revue de juin 1959)
- Mozart, Quintette en sol mineur K. 516 (avec William Primrose). (LP Top Rank XRK 504/ Fontana BIG 430-Y/ Vanguard/Bach Guild HM-29 SD). (EMG revue de juin 1959)
- Mozart, Quatuor en ré mineur, K. 421
- Mozart, Quatuor en fa majeur K.168. (LP Decca LXT 2728) (Avant 1953)
- Mozart, Quatuor en si bémol majeur K. 458 « La Chasse » (LP Decca LXT 2728) (Avant 1953)
- Mozart, Adagio et Fugue en ut mineur K 546. (West Hampstead Studios, 17 et  23 novembre 1948, LP Decca LXT 2530 ; Dutton CDBP 9713)
- Purcell, Quatre parties de fantasia no 3 (arr. Démoniste) (78t Decca, 1 face, AK 2049-52)
- Rubbra, Quatuor no 2 en mi bémol majeur op 73. (Decca lx 3088) (Avant 1953)
- Sibelius, Quatuor en ré mineur, op 56, « Voces intimæ » (LP Decca LXT 2575) (Avant 1953)

Pour une liste presque complète, voir Decca Classical, 1929-2009.

## Sources
- Decca Supplementary catalogue of 78rpm and 33rpm Long-playing Records April 1949 to September, 1950 (Londres 1950).
- E. Sackville-West and D. Shawe-Taylor, The Record Year 2 (Collins, Londres 1953).
- E.M.G., The Art of Record Buying 1960 (Londres 1960).
- Fontana BIG 430-Y, sleevenotes (for list of personnel).
- Nicholas P. Lafkas, 'Quartet In Residence', California Monthly LXI, No. 3, (November 1950), p. 22–23, 43-44
- Alain Pâris, Dictionnaire des interprètes et de l'interprétation musicale depuis 1900, Paris, Éditions Robert Laffont, coll. « Bouquins », 2004, 1289 p. (ISBN 2-221-10214-2, OCLC 300283821, BNF 39258649)
- Alain Pâris (dir.), Le Nouveau Dictionnaire des interprètes, Paris, Laffont, coll. « Bouquins », 2015 (1re éd. 2004), 1366 p. (ISBN 978-2-221-14576-0, OCLC 908685632).